# サンキュ!ピース feat.辰巳ゆうと
「サンキュ!ピース feat.辰巳ゆうと」（サンキュ ピース フィーチャリング たつみゆうと）は、日本の男性歌手グループ・はやぶさの14枚目のシングル。2021年7月14日にビクターエンタテインメントから発売された。

## 概要
通常盤Aタイプと通常盤Bタイプの2タイプを発売（カップリング曲、ジャケットは各タイプ異なる）。

## 収録曲

### Aタイプ
出典→　
1. サンキュ!ピース feat.辰巳ゆうと（3:43）
作詩：水樹恵也／作曲・編曲 : koshin
2. ふるさとの桜（5:09）
作詞：高畠じゅん子／作曲：小林宏和／編曲：鈴木豪
3. サンキュ!ピース feat.辰巳ゆうと（オリジナル・カラオケ）（3:43）
4. ふるさとの桜（オリジナル・カラオケ）（5:07）

### Bタイプ
出典→
1. サンキュ!ピース feat.辰巳ゆうと（3:43）
作詩：水樹恵也／作曲・編曲 : koshin
2. ラスト・シーン（4:01）
作詩：阿久悠／作曲：三木たかし／編曲：工藤恭彦
(オリジナル歌唱 : 西城秀樹)
3. サンキュ!ピース feat.辰巳ゆうと（オリジナル・カラオケ）（3:43）
4. ラスト・シーン（オリジナル・カラオケ）（3:59）